# بانزر تسعة وبانزر عشرة

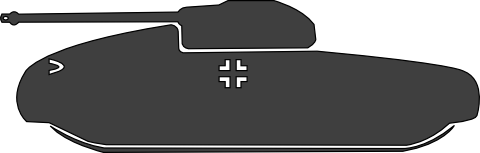

بانزر تسعة وبانزر عشرة كانتا تصميمين خياليين لدبابتين فائقتي الثقل وجدت في الرسومات فقط ولم تطبق ابدا على ارض الواقغ. نشرت نماذجها في النسخة الألمانية لمجلة الحرب العالمية الثانية سيجنال العسكرية. لم تكن الرسوم مستندة إلى أي تصميمات فعلية، وطبع فقط لخداع الحلفاء . 